# Констанкевич Ірина Мирославівна
Констанкевич Ірина Мирославівна (нар. 23 червня 1965) — українська політична і громадська діячка, доктор філологічних наук, професор, народний депутат Верховної ради України VIII та IX скликань, заступниця члена Постійної делегації Верховної Ради України у Парламентській асамблеї Ради Європи, входить до складу депутатської групи «Партія „За майбутнє”», перша заступниця голови Комітету Верховної Ради України з питань гуманітарної та інформаційної політики (з 29 серпня 2019 року).
Голосувала за закон України 12414, який був ухвалений з порушенням Регламенту Верховної Ради України та підпорядкував НАБУ та САП Генеральному прокурору.

## Життєпис
Народилася 23 червня 1965 року у місті Львові (з 1968 року проживає у Луцьку). Навчалася у ЗОШ № 2 м. Луцька з 1972 по 1982 роки.
1982—1987 рр. навчання в  Київського державного університету імені Т. Г. Шевченка на філологічному факультеті.
1988—1991 рр. навчання в аспірантурі Інституту літератури ім. Т. Г. Шевченка НАН України. 1998 р. захистила дисертацію спецраді Інституту літератури ім. Т. Г. Шевченка НАН України та здобула науковий ступінь кандидата філологічних наук.
2013—2015 рр. навчання у докторантурі.  2015 р. захистила дисертацію в Інституті літератури ім. Т. Г. Шевченка НАН України та здобула науковий ступінь доктора філологічних наук.

## Професійна діяльність
- 1991—2016 рр. — викладач кафедри української літератури (асистент, старший викладач, доцент, професор) Волинського національного університету імені Лесі Українки. Навчальні курси: Історія української літератури (20-ті роки XX століття), Українська література у світовому контексті, Сучасна українська література.

- 2006—2013 рр. — проректор з навчально-виховної роботи ВНУ імені Лесі Українки.

- 2002—2015 рр. — завідувач кафедри української літератури ВНУ імені Лесі Українки.

- 2015 р. — захистила дисертацію в спецраді Інституту літератури ім. Т. Г. Шевченка НАН України та здобула науковий ступінь доктора філологічних наук.

- 2013—2015 рр. — навчання в докторантурі за спеціальністю «українська література».

- 2002 р. — присвоєно вчене звання доцента.

- 1998 р. — захистила кандидатську дисертацію в спецраді Інституту літератури імені Тараса Шевченка НАН України та здобула науковий ступінь кандидата філологічних наук.

## Громадська діяльність
З 2006 по 2013 р.р. — Голова Благодійного фонду «Освітній фонд Лесі Українки».
З 12.2013 року по теперішній час — член Правління Благодійного фонду "Фонд Ігоря Палиці «Тільки разом».
Член координаційної ради з питань мистецької освіти і науки Національної академії мистецтв України

## Політична діяльність
- 2019 р. — обрана до Верховної Ради IX скликання як самовисуванка по 23 округу (Волинська область), набравши 48,94 % голосів виборців. Член депутатської групи "Партія «За майбутнє». Голова Волинського обласного осередку партії «За майбутнє». Перший заступник голови Комітету з питань гуманітарної та інформаційної політики.

- 2016 р. — обрана депутатом Верховної Ради України VIII скликання на проміжних виборах по округу № 23 (Волинська область), здобувши 57,8 % голосів виборців. Висунута партією «Українське Об'єднання Патріотів — УКРОП». У Верховній Раді України VIII скликання обіймала посаду голови підкомітету з питань позашкільної, професійної (професійно-технічної), фахової передвищої освіти та освіти дорослих Комітету Верховної Ради України з питань науки і освіти.

- 2015—2016 рр. — депутат Волинської обласної ради VII скликання. Секретар постійної комісії освіти, науки, інформаційного простору, культури та мови, національного і духовного розвитку, сім'ї, молоді, спорту та туризму.

- 2014—2015 рр. — депутат Луцької міської ради VI скликання, член комісії освіти, науки та культури.

- У 2014 р.  балотувалась до Верховної Ради за 22 мажоритарним округом (м. Луцьк) як безпартійна самовисуванка. З різницею у 28 голосів посіла друге місце, поступившись конкуренту, який у Верховній Раді VIII скликання представляв «Народний фронт».

- 2013—2014 рр. — член виконкому Луцької міської ради.

### Критика
Депутат від партії «УКРОП» Ірина Констанкевич піарилася на забезпеченні лікарень свого округу за кошти місцевих бюджетів та благодійного фонду Ігоря Палиці «Тільки разом» під час пандемії коронавірусу.
Займалась підкупом виборців, будучи самовисуванкою. Вона від імені фонду Ігоря Палиці «Тільки Разом» відкрила дитячий майданчик у селі Череваха Маневицького району Волинської області.
За інформацією громадянської мережі ОПОРА, кандидат у народні депутати України в одномандатному виборчому окрузі № 23 Ірина Констанкевич почала передвиборну агітацію, використовуючи благодійний фонд «Тільки разом», в якому займає посаду заступниці голови правління.
Ірина Констанкевич не задекларувала орендовану квартиру в Києві, яку використовувала під час виконання обов'язків у Верховній раді, що є порушенням. Про це йдеться у висновку Національного агентства з питань запобігання корупції за результатом перевірки декларації політика за 2020 рік, повідомляє «Слово і діло». Як вказується у документі, нардепка Констанкевич не вказала у декларації квартиру в Києві, яка була в неї в оренді на підставі договорів від 29 і 31 серпня 2019 року та 30 листопада 2020 року. Сама депутат пояснила, що нібито користувалася цією квартирою періодично протягом 2020 року менше 183 днів і лише під час виконання депутатських повноважень. Однак НАЗК це пояснення не врахувало. У Нацагентстві зазначили, що депутат навіть отримувала компенсацію з державного бюджету за оренду цієї квартири. За оцінкою, вказана квартира коштує 2,81 млн грн. Також Констанкевич неправильно вказала площу нерухомості в Луцьку, яку вона орендує. В декларації вказано 18,3 квадратних метри, коли насправді 36,5 кв. м. Також вона не зазначила вартість корпоративних прав свого чоловіка в адвокатському об'єднанні «Ковальов, Сорокопуд і партнери». Їхня вартість 5000 грн. «Забула» Констанкевич і про страхові виплати своєму чоловікові в 118 278 грн. Крім того, нардепка не зазначила в декларації і низку банківських рахунків своєї сім'ї та її власних. 30 березня 2023 року Вищий антикорупційний суд визнав Констанкевич винною в недостовірному декларуванні та призначив їй покарання — штраф із позбавленням права обіймати посади, пов'язані зі здійсненням функцій представника влади в органах держвлади терміном на один рік (кримінальна справа N 991/185/23).

## Особисте життя
Одружена з Миколою Олександровичем Сорокопудом (1962 р. н.), адвокатом. З 2012 по 2017 рік був керівником Кваліфікаційно-дисциплінарної комісії адвокатури Волинської області, яка приймає кваліфікаційні іспити та видає посвідчення адвокатам. У вересні 2017 р. був затриманий при отриманні грошової винагороди за успішну здачу тестів для отримання посвідчення адвоката. Невдовзі його було відпущено у залі суду. Вироком Луцького міськрайонного суду від 16 вересня 2021 року адвоката Сорокопуда Миколу визнано невинуватим та повністю виправдано. Відповідно до декларації Ірини Констанкевич за 2016 рік, родина мешкала у селі Тарасове, під Луцьком. Там у родини ділянка площею 12 соток та будинок площею 280 м кв.
Має сина Ореста Сорокопуда (1992 р. н.) та доньку Соломію Сорокопуд.
У вересні 2020 року фотограф видання Апостроф під час засідання Верховної Ради зняв інтимне листування у месенджері Ірини Костанкевич з невідомою жінкою. Світлини поширилися в українських ЗМІ. Сама нардеп назвала невідому особу своєю колишньою студенткою, подругою та другом родини.

## Сфера зацікавлень
Українська література першої половини XX століття. Українська література у світовому контексті.

## Наукова діяльність
Науковий доробок: Авторка понад 60 науково-методичних праць, монографій. Член редакцій наукових видань.
Останні праці: навчальний посібник з грифом МОН «Сучасна українська література: стилі, покоління, творчі індивідуальності (2012 р.), „Волинь філологічна. Портрет кафедри української літератури у часі“ (2012 р., упоряд., вступн., стаття)», наукова монографія «Українська автобіографічна проза першої половини XX століття: автобіографічний дискурс» (2014 р.).

## Відзнаки
- 2004 р. — Грамота Волинської облдержадміністрації.
- 2006 р. — Почесна грамота Міністерства освіти і науки України.
- 2007 р. — Почесна грамота Волинської обласної ради.
- 2008 р. — Нагрудний знак «Відмінник освіти України».
- 2010 р. — Орден Варвари великомучениці з нагоди 70-річчя університету.
- 2011 р. — Подяка ВОДА за організацію заходів до 140-річчя від дня народження Лесі Українки.
- 2012 р. — Золотий нагрудний знак Волинського національного університету імені Лесі Українки.
- 2014 р. — Літературно-мистецька премія імені Пантелеймона Куліша.
- 2021 р. — Почесне звання «Заслужений працівник освіти України»[17].